# Clara H. Hasse
Pour les articles homonymes, voir Hasse.
Clara Henriette Hasse (1880 - 10 octobre 1926) est une botaniste américaine dont les recherches portaient sur la pathologie végétale. Elle est connue pour avoir identifié la cause du chancre des agrumes, qui menace les cultures dans le Sud profond.

## Biographie
Clara Hasse fréquente l'université du Michigan et y est nommée assistante en botanique en 1902. Hasse est un membre fondatrice du Women's Research Club de l'université, les femmes n'étant pas admises dans le Research Club à l'époque. Après avoir obtenu son doctorat en 1903,, elle se rend à Washington, D.C., pour occuper un poste d'assistante horticultrice et botaniste au Bureau of Plant Industry du département de l'Agriculture des États-Unis, sous la direction d'Erwin Frink Smith, le pathologiste en chef de l'USDA. Hasse est l'une des vingt assistants embauchés par Smith pendant son mandat à l'USDA. Elle travaille ensuite à la Florida Agricultural Experiment Station. Hasse décède chez elle à Muskegon, Michigan, à l'âge de 46 ans.

## Recherche
Son article Pseudomonas citri, the cause of Citrus canker, publié dans le Journal of Agricultural Research en 1915, est le premier à identifier la cause du chancre des agrumes. Alors qu'à l'origine on pense que le chancre des agrumes est d'origine fongique, Clara Hasse découvre que des bactéries en sont l'origine. Hasse isole la bactérie, maintenant connue sous le nom de xanthomonas axonopodis pv. citri,. Ses travaux sont inclus dans les bulletins du ministère de l'Agriculture pour répertorier les maladies des plantes économiques.
Thomas Swann Harding attribue à ces recherches le mérite d'avoir abouti « à des méthodes de lutte qui ont empêché cette maladie d'anéantir la récolte d'agrumes en Floride, en Alabama, au Mississippi et au Texas ».